# 유성 구개수 파열음
유성 구개수 파열음(有聲口蓋垂破裂音)은 자음의 하나로 목젖에서 조음하는 유성 파열음이다.

## 특징
- 조음 방법은 조음기관 내의 공기의 흐름을 차단하여 만드는 파열음이다.

## 예시
- 오스트레일리아 영어: /ʊ oː ɔ oɪ ʊə/ 앞의 g에서 전(前)구개수음으로 발음된다.
- 몽골어: 후설 모음 앞의 г에서 변이음으로 난다.